# نیکلاس گوسه
نیکلاس گوسه (انگلیسی: Nicolas Goussé؛ زادهٔ ۲ ژانویهٔ ۱۹۷۶) بازیکن فوتبال اهل فرانسه است که در پست مهاجم بازی می‌کرد.
از باشگاه‌هایی که در آن بازی کرده‌است می‌توان به باشگاه فوتبال گنگام، باشگاه فوتبال نانت، باشگاه فوتبال متس، باشگاه فوتبال رن، و باشگاه فوتبال تروا اشاره کرد.